# Campeonato Europeo de Atletismo en Pista Cubierta de 2011
El XXXI Campeonato Europeo de Atletismo en Pista Cubierta se celebró en París (Francia) entre el 4 y el 6 de marzo de 2011 bajo la organización de la Asociación Europea de Atletismo (EAA) y la Federación Francesa de Atletismo.
Las competiciones se realizaron en el Palais Omnisports de Paris-Bercy de la capital gala.

## Resultados

### Masculino
| Evento                    | Oro                                                                            | Plata                                                                      | Bronce                                                                              |
| ------------------------- | ------------------------------------------------------------------------------ | -------------------------------------------------------------------------- | ----------------------------------------------------------------------------------- |
| 60 m (06.03)              | Francis Obikwelu Portugal 6,53 s                                               | Dwain Chambers Reino Unido 6,54 s                                          | Christophe Lemaitre Francia 6,58 s                                                  |
| 400 m (05.03)             | Leslie Djhone Francia 45,54                                                    | Thomas Schneider · Alemania · 46,42                                        | Richard Buck Reino Unido 46,62                                                      |
| 800 m (06.03)             | Adam Kszczot · Polonia · 1:47,87                                               | Marcin Lewandowski · Polonia · 1:48,23                                     | Kevin López · España · 1:48,35                                                      |
| 1500 m (06.03)            | Manuel Olmedo · España · 3:41,03                                               | Kemal Koyuncu Turquía 3:41,18                                              | Bartosz Nowicki · Polonia · 3:41,48                                                 |
| 3000 m (05.03)            | Mo Farah Reino Unido 7:53,00                                                   | Hayle Ibrahimov Azerbaiyán 7:53,32                                         | Halil Akkaş Turquía 7:54,19                                                         |
| 60 m vallas (04.03)       | Petr Svoboda · República Checa · 7,49                                          | Garfield Darien Francia 7,56                                               | Adrien Deghelt · Bélgica · 7,57                                                     |
| 4 × 400 m (06.03)         | Francia Marc Macedot Leslie Djhone Mamoudou Elimane Hanne Yoan Décimus 3:06,17 | Reino Unido Nigel Levine Nick Leavey Richard Strachan Richard Buck 3:06,46 | Bélgica · Jonathan Borlée · Antoine Gillet · Nils Duerinck · Kevin Borlée · 3:06,57 |
| Salto de altura (05.03)   | Ivan Ujov · Rusia · 2,38 m                                                     | Jaroslav Bába · República Checa · 2,34 m                                   | Alexandr Shustov · Rusia · 2,34 m                                                   |
| Salto con pértiga (05.03) | Renaud Lavillenie Francia 6,03                                                 | Jérôme Clavier Francia 5,76                                                | Malte Mohr · Alemania · 5,71                                                        |
| Salto de longitud (05.03) | Sebastian Bayer · Alemania · 8,18                                              | Kafétien Gomis Francia 8,03                                                | Morten Jensen Dinamarca 8,00                                                        |
| Triple salto (06.03)      | Teddy Tamgho Francia 17,92                                                     | Fabrizio Donato · Italia · 17,73                                           | Marian Oprea · Rumania · 17,62                                                      |
| Peso (04.03)              | Ralf Bartels · Alemania · 21,16                                                | David Storl · Alemania · 20,75                                             | Maxim Sidorov · Rusia · 20,55                                                       |
| Heptatlón (06.03)         | Andrei Krauchanka · Bielorrusia · 6.282 pts.                                   | Nadir El Fassi Francia 6.237 pts.                                          | Roman Šebrle · República Checa · 6.178 pts.                                         |

### Femenino
| Evento                    | Oro                                                                                        | Plata                                                                            | Bronce                                                               |
| ------------------------- | ------------------------------------------------------------------------------------------ | -------------------------------------------------------------------------------- | -------------------------------------------------------------------- |
| 60 m (06.03)              | Olesia Povh · Ucrania · 7,13 s                                                             | Maria Riemien · Ucrania · 7,15 s                                                 | Ezinne Okparaebo · Noruega · 7,20 s                                  |
| 400 m (05.03)             | Denisa Rosolová · República Checa · 51,73                                                  | Olesia Krasnomovets · Rusia · 51,80                                              | Xeniya Zadorina · Rusia · 52,03                                      |
| 800 m (06.03)             | Jennifer Meadows Reino Unido 2:00,50                                                       | Linda Marguet Francia 2:01,61                                                    | Marilyn Okoro Reino Unido 2:02,46                                    |
| 1500 m (05.03)            | Yelena Arzhakova · Rusia · 4:13,78                                                         | Nuria Fernández · España · 4:14,04                                               | Yekaterina Martynova · Rusia · 4:14,16                               |
| 3000 m (06.03)            | Helen Clitheroe Reino Unido 8:56,66                                                        | Lidia Chojecka · Polonia · 8:58,30                                               | Layes Abdullayeva Azerbaiyán 9:00,37                                 |
| 60 m vallas (04.03)       | Carolin Nytra · Alemania · 7,80                                                            | Tiffany Ofili Reino Unido 7,80                                                   | Christina Vukicevic · Noruega · 7,83                                 |
| 4 × 400 m (06.03)         | Rusia · Xeniya Zadorina · Xeniya Vdovina · Yelena Migunova · Olesia Krasnomovets · 3:29,34 | Reino Unido Kelly Sotherton Lee McConnell Marilyn Okoro Jennifer Meadows 3:31,36 | Francia Muriel Hurtis Laetitia Denis Marie Gayot Floria Guei 3:32,16 |
| Salto de altura (06.03)   | Antonietta Di Martino · Italia · 2,01 m                                                    | Ruth Beitia · España · 1,96 m                                                    | Ebba Jungmark · Suecia · 1,96 m                                      |
| Salto con pértiga (06.03) | Anna Rogowska · Polonia · 4,85                                                             | Silke Spiegelburg · Alemania · 4,75                                              | Kristina Gadschiew · Alemania · 4,65                                 |
| Salto de longitud (06.03) | Daria Klishina · Rusia · 6,80                                                              | Naide Gomes Portugal 6,79                                                        | Yuliya Pliduzhnaya · Rusia · 6,75                                    |
| Triple salto (05.03)      | Simona La Mantia · Italia · 14,60                                                          | Olesia Zabara · Rusia · 14,45                                                    | Dana Velďáková · Eslovaquia · 14,39                                  |
| Peso (05.03)              | Anna Avdeyeva · Rusia · 18,70                                                              | Christina Schwanitz · Alemania · 18,65                                           | Josephine Terlecki · Alemania · 18,09                                |
| Pentatlón (04.03)         | Antoinette Nana Djimou Ida Francia 4.723 pts.                                              | Austra Skujytė · Lituania · 4.706 pts.                                           | Remona Fransen · Países Bajos · 4.665 pts.                           |

1. ↑  Descalificación por dopaje de las medallista de oro y bronce, las rusas Yevgueniya Zinurova y Yuliya Rusanova.
2. ↑  Descalificación por dopaje de la medallista de plata, la rusa Olesia Syreva.

## Medallero
| Núm. | País            | Oro | Plata | Bronce | Total |
| ---- | --------------- | --- | ----- | ------ | ----- |
| 1    | Francia         | 5   | 5     | 2      | 12    |
| 2    | Rusia           | 5   | 2     | 5      | 12    |
| 3    | Alemania        | 3   | 4     | 3      | 10    |
| 4    | Reino Unido     | 3   | 4     | 2      | 9     |
| 5    | Polonia         | 2   | 2     | 1      | 5     |
| 6    | República Checa | 2   | 1     | 1      | 4     |
| 7    | Italia          | 2   | 1     | 0      | 3     |
| 8    | España          | 1   | 2     | 1      | 4     |
| 9    | Portugal        | 1   | 1     | 0      | 2     |
| 9    | Ucrania         | 1   | 1     | 0      | 2     |
| 11   | Bielorrusia     | 1   | 0     | 0      | 1     |
| 12   | Azerbaiyán      | 0   | 1     | 1      | 2     |
| 12   | Turquía         | 0   | 1     | 1      | 2     |
| 14   | Lituania        | 0   | 1     | 0      | 1     |
| 15   | Bélgica         | 0   | 0     | 2      | 2     |
| 15   | Noruega         | 0   | 0     | 2      | 2     |
| 17   | Dinamarca       | 0   | 0     | 1      | 1     |
| 17   | Eslovaquia      | 0   | 0     | 1      | 1     |
| 17   | Países Bajos    | 0   | 0     | 1      | 1     |
| 17   | Rumania         | 0   | 0     | 1      | 1     |
| 17   | Suecia          | 0   | 0     | 1      | 1     |
|      | TOTAL           | 26  | 26    | 26     | 78    |